# Андрієво-Базари
Андрі́єво-База́ри (рос. Андреево-Базары, чув. Энтри Пасар) — присілок у складі Козловського району Чувашії, Росія. Адміністративний центр Андрієво-Базарського сільського поселення.
Населення — 422 особи (2010; 459 у 2002).
Національний склад:
- чуваші — 98 %